# Liana Millu
Liana Millu (Pisa, 21 desembre 1914 – Gènova, 6 febrer 2005) va ser una escriptora, antifeixista i partisana italiana, autora de memòries, novel·les i contes.

## Biografia
De família jueva, va quedar òrfena de mare ben aviat i va criar-se amb els avis materns. El pare, cap d'estació de tren, vivia lluny de la família.
Va manifestar un interès precoç pel periodisme i va començar de molt jove a col·laborar amb el diari de Livorno Il Telegrafo, al qual signava els articles com Millu, modificant el seu cognom originari, Millul.
Després d'obtenir el diploma de magisteri, el 1937, va començar a ensenyar a escoles elementals de Montobradoni, prop de Volterra, prosseguint també amb l'activitat periodística. Expulsada de la docència a conseqüència de les lleis racials feixistes, desenvolupa tasques com a institutriu en una família jueva florentina fins que, el 1940, es trasllada a Gènova, on desenvolupa diverses feines alhora que continua a escriure. Amb el pseudònim de Nàila –anagrama de Liana– va publicar dos contes, El col·lega i Monte Pio, a la revista Settimo giorno.

## Amb la Resistència
Després de l'Armistici entre Itàlia i les forces aliades va participar en la Resistència italiana com a membre del grup clandestí anomenat Otto (del nom del fundador, el neuropsiquiatra Ottorino Balduzzi), que tenia la missió de mantenir els enllaços entre els camps aliats, és a dir, entre els anglesos, els americans i els presoners anglesos provinents dels camps de concentració nazi alliberats.
Enviada a Venècia en una missió per part de l'organització, va ser arrestada en ser delatada per un agent infiltrat al grup; després de passar pel camp de trànsit de Fossoli, va ser deportada a Auschwitz, per ser després traslladada a Ravensbrück i d'aquí, al camp de Malkow, a prop de Szczecin, per treballar a una fàbrica d'armament. Va ser alliberada el maig del 1945, després d'un any d'empresonament, i va retornar a Itàlia el mes d'agost del mateix any.
A Itàlia va tornar a ensenyar a escoles elementals i es va dedicar, des del seu alliberament, a donar testimoni de l'experiència de la deportació.

## Obres
El seu llibre El fum de Birkenau, que explica les vivències de sis dones, les seves companyes d'empresonament a Birkenau, és del 1947, el mateix any de la primera edició de Si això és un home de Primo Levi, amb qui va mantenir una gran amistat. És un dels primers memorials de deportats jueus als camps d'extermini nazis. Hi ha set deportats jueus autors de relats autobiogràfics publicats a Itàlia els primers anys de la postguerra: Lazzaro Levi, a final de 1945; Giuliana Fiorentino Tedeschi, Alba Valech Capozzi, Frida Misul i Luciana Nissim Momigliano, el 1946, i finalment, el 1947, Primo Levi i la mateixa Liana Millu. A aquests autors cal afegir: Luigi Ferri, la declaració del qual (en alemany) va tenir lloc l'abril de 1945 en un dels primers tribunals d'investigació dels crims nazis; Sofia Schafranov, el testimoni de la qual va ser recollit en un llibre-entrevista d'Alberto Cavaliere el 1945, i Bruno Piazza, les memòries del qual, tot i que escrites pels mateixos anys, no seran publicades fins al 1956.
El llibre de Millu ha estat reeditat moltes vegades a més de traduït a moltes llengües, entre elles al català, publicat per Quaderns Crema. Explica la mateixa Millu que va començar a escriure'l immediatament després l'alliberament del camp, en condicions molt precàries, mentre esperava de poder tornar a Itàlia.